# Ioan Atanasiu Delamare
Ioan Atanasiu Delamare (n. 5 ianuarie 1955, București, România – d. 30 martie 2015, București, România) a fost un artist grafic și pedagog român, cunoscut pentru contribuțiile sale în pictură și în artă grafică. Operele lui fac parte din colecția permanentă a Muzeului de Artă, Constanța, România, a Muzeului Colegiului „Saint Olaf”, Northfield, MN, S.U.A., și a Muzeului Național de Artă Contemporană, București. În 2004, Atanasiu Delamare a primit Ordinul „Meritul Cultural”.

## Biografie
Ioan Atanasiu Delamare s-a născut în București, într-o familie de intelectuali care include printre veri pe profesorul universitar germanist Lucia Berciu, profesorul universitar și istoricul Adina Berciu-Drăghicescu și omul de știință Viorica Mărâi. Numele Delamare, inexistent în familie până atunci, i-a fost adăugat la naștere de tatăl său, care provenea din orașul Constanța. Mama sa a fost Angela Atanasiu (născută Mihăilescu), fostă studentă la Academia de Studii Economice București, iar tatăl său a fost Lucian Atanasiu, expert contabil la Ministerul de Comerț. Ioan Atanasiu Delamare a fost cel mai mic din cei doi fii ai familiei.
Atanasiu Delamare a absolvit în 1974 cursurile Liceului „Matei Basarab”, astăzi Colegiul Național „Matei Basarab” din București. În 1983 a absolvit cursurile Institutului de Arte Plastice „Nicolae Grigorescu” din București. Între 1984 și 1994 a lucrat ca grafic designer la Institutul de Mecanică Fină, București, România. În 1990 a devenit membru al Uniunii Artiștilor Plastici din România. În 1992 a devenit asistent la Universitatea Națională de Arte București (Academia de Artă). Și-a continuat cariera pedagogică în mediul universitar, devenind lector la Universitatea Naționala de Arte în 1996. În 2006 a obținut doctoratul în Arte Vizuale la Universitatea Naționala de Arte, București.
A decedat la 30 martie 2015, în București.

## Activitate profesională
Începând din 1986, Atanasiu Delamare a participat la numeroase expoziții de grup în țară și în București, la Saloane municipale și naționale și la numeroase alte manifestări artistice. A fost susținut de mai multe burse naționale și internaționale în activitatea sa artistică: 1986- Bursa Uniunii Artiștilor Plastici din România, 1997 - Bursa „Frans Masserel” a Centrului de Grafică din Kasterlee, Belgia, 2000 - Bursa „Frans Masserel” a Centrului de Grafică din Kasterlee, Belgia, 2002 - Bursa „Kultur Kontact” - Viena, Austria.
Lucrările lui Atanasiu Delamare au fost expuse în expoziții personale în galerii din București, Padova, Budapesta, Waibstadt, Paris, Viena, Washington D.C. (la Ambasada României) și Berlin. Lucrările lui au fost, de asemenea, expuse în expoziții de grup în muzee și galerii naționale și internaționale, inclusiv la Muzeul Țăranului Român (București), la Palatul Parlamentului (București), în Milano, Paris, Compiègne, Beijing (la Ambasada României), Amsterdam, Veneția, Bruxelles, Atena, Hanovra, Kanagawa, Aarhus , Moscova, Roma etc.
În afară de activitatea sa pedagogică la Academia de Artă, Atanasiu Delamare a participat la tabere și expoziții naționale și internaționale în 2003, 2000 - Râmnicu Vâlcea - „Tradiție și postmodernitate”, în 2005 - Osieki, Polonia - „Plein Air”, în 2011, 2010, 2009 - Patras, Grecia - „Zervas Art Festival” și în 2011 - Briare, Franța.

## Premii și onoruri
Lui Atanasiu Delamare i-au fost acordate următoarele distincții și onoruri:
- 2011 - Premiul pentru grafică la Salonul „Arte în București”
- 2004 - Ordinul Meritul Cultural al României în grad de Cavaler
- 1996 - Premiul pentru grafică al Uniunii Artiștilor Plastici din România
- 1989 - Premiul pentru tineret al Uniunii Artiștilor Plastici din România